# 西川潤 (プロレスラー)
西川 ジュン（にしかわ じゅん、1986年12月10日 - ）は、日本のプロレスラー。

## 経歴
- 幼少期からプロレスラーに憧れ、学生時代はレスリング部に所属する。佐藤ルミナのジムに所属し、修斗協会会長からブラジリアン柔術等を学ぶ。
- 2008年11月、第4回健介オフィス入門オーディションに応募。書類審査、体力テストを受けて合格。
- 2009年3月、大学卒業と同時に健介オフィス入門。1年間の厳しい練習に耐えるが、デビュー直前に背骨圧迫骨折の重症を負ってしまい、デビュー戦が延期になるも、無事プロテストに合格。
- 2010年5月9日、福島県郡山市総合体育館で行われたベアー福田戦でプロデビュー。
- 5月26日、アメーバブログにて芸能人有名人枠で「雨ニモマケズ」を開始。また、モバイルサイト・プロレス格闘技DXでコラムもスタートする。デビュー以降、所属団体以外にもプロレスリング・ノアをはじめとする各他団体にも定期的に参戦し、セコンド業務もこなす。ノアでは丸藤正道やKENTAとシングルマッチで対戦した。
- 11月14日、健介オフィス小田原アリーナ大会では会場に、所属していた修斗ジムroots代表の佐藤ルミナらが応援に駆けつけた。
- 2011年5月4日、被災地チャリティープロレスでは、岩手県宮古市のふれあい公園で行われ、メインに抜擢された。
- 8月27日には、日本武道館にて開催された新日本プロレス、全日本プロレス、プロレスリング・ノアのメジャー3団体の32年ぶりの合同興行となる夢のプロレス・オールスター戦東日本大震災復興支援チャリティープロレス「ALL TOGETHER」の第6試合デストロイヤー杯争奪スペシャルバトルロイヤルに出場し、ベスト8まで残った。なお大会に出場したレスラーのなかで、唯一被災地・岩手県出身の選手である。
- 9月4日、「ALL TOGETHER」の東北版「みちのくTOGETHER」に岩手県代表として出場。
- 9月21日、健介オフィスから西川の引退が発表されたが、本人は退団しただけと自身のブログで述べていた。
- 2023年11月26日、JTOの岩手大会に特別参戦した。
- 2024年9月1日、JTOの岩手大会ではメインイベントに出場し鈴木みのると対戦した。
- 2025年1月18日、みちのくプロレスに初参戦しのはしたろうとのシングルマッチで得意の関節技で勝利した。

現在はみちのくプロレスにレギュラー参戦している。

### 人柄・エピソード
- Twitterでは先輩である宮原健斗との道場生活のエピソードや毎日練習を見ていたマサ斎藤との心暖まるエピソードなど他では聞けない話が反響を呼んでいる。
- お笑い芸人スーパーニュウニュウの大将は、高校時代、柔道部の先輩。
- お笑い芸人あいすけは、大学生時代、柔道部の後輩。

## メディア出演

### テレビ
- こちら葛飾区亀有公園前派出所（2009年8月1日、TBS）
- FNNスーパーニュース（2010年7月5日、フジテレビ）
- スクール革命!（2010年8月15日、日本テレビ）
- 所さんの学校では教えてくれないそこんトコロ!（2011年2月4日、テレビ東京）
- EXILE魂（2011年2月6日、毎日放送・TBS）
- ニュースプラス1いわて（2024年5月27日、テレビ岩手・日本テレビ）

### DVD
- 東日本大震災復興支援チャリティープロレス「ALL TOGETHER」2011.8.27日本武道館 -テレ朝版-（2011年10月19日、TCエンタテインメント）
- 東日本大震災復興支援チャリティープロレス「ALL TOGETHER」2011.8.27日本武道館 -日テレ版-（2011年10月19日、バップ）

### ラジオ
- 夕刊ラジオ（2024年8月27日、エフエム岩手）